# Montagnac-sur-Auvignon
 Montagnac-sur-Auvignon  es una localidad y comuna de Francia, en la región de Aquitania, departamento de Lot y Garona, en el distrito y cantón de Nérac.
Su población en el censo de 1999 era de 497 habitantes.
Está integrada en la Communauté de communes des Coteaux de l'Albret.

## Demografía
| 551 | 513 | 457 | 445 | 476 | 497 |
| Para los censos de 1962 a 1999 la población legal corresponde a la población sin duplicidades (Fuente: INSEE [Consultar]) |     |     |     |     |     |